# Synergetik-Therapie
Die Synergetik-Therapie ist ein alternativmedizinisches Verfahren, das in Deutschland von medizinisch-psychotherapeutisch vorgebildeten Personen ausgeübt werden kann (Psychotherapeuten, Heilpraktiker). Aufgrund höchstrichterlicher Rechtsprechung dürfen die Methoden von Laien in Deutschland nicht praktiziert werden. Das Therapieangebot richtet sich dabei an Menschen mit allen Arten von Erkrankungen, bis hin zu schweren chronischen Krankheiten, obwohl es keine wissenschaftlichen Belege für die Wirksamkeit gibt.

## Hintergrund
Die Synergetik-Therapie beruht aus Sicht ihrer Vertreter auf den Prinzipien der Selbstorganisation. Als Grundlage dient die Synergetik (= Lehre vom Zusammenwirken). Die Synergetik wurde durch den Physiker und Mathematiker Hermann Haken begründet. Haken entdeckte in seiner Lasertheorie ein Selbstorganisationsprinzip, welches er mathematisch formulierte. In den 1950er Jahren tauchte die Idee der Selbstorganisation auch in der Hirnforschung auf. Das menschliche Gehirn wird dabei analog zur Technik als komplexes Netzwerksystem verstanden. Der Neurobiologe Humberto Maturana z. B. hält die Wahrnehmungsleistung des Gehirns für selbstorganisierend – ständig werden neue Beziehungen innerhalb des neuronalen Netzwerkes hergestellt.
Der Physik-Ingenieur und ehemalige BKA-Mitarbeiter Bernd Joschko übertrug die Prinzipien der synergetischen Mustererkennung auf die in Tiefenentspannung auftretenden „inneren Bilder“ und begründete die Synergetik-Therapie. Die Wurzeln der Synergetik-Therapie reichen zurück auf Joschkos Ingenieurarbeit 1975, wo er „evolutionsbionische Prinzipien“ anwendete und das Selbstorganisationsprinzip nutzte. Er entwickelte daraus ein Konzept, das er Psychobionik nannte.
Joschkos Hypothese besagt, dass in der eigenen Psyche Selbstorganisationsprozesse ausgelöst werden können, die heilend wirken sollen. Dazu sei es notwendig, eine sogenannte Energiebildstruktur, d. h. Muster innerer, imaginierter Bilder, zu verändern.
Alle Erinnerungs- und Symbolbilder (Joschko spricht hier von Neurowelt) sollen in ständiger Wechselwirkung stehen und Muster bilden. Z. B. Kindheitserinnerungen, Symbol- und sogenannte Reinkarnationsbilder, Bilder aus einem Kollektivpool sowie eines von Sheldrake postulierten Morphogenetischen Feldes. Es gebe krankmachende Muster, die man nach den von Haken gefundenen Gesetzmäßigkeiten der Mustererkennung finden könne, und zwar in einem freilaufenden assoziativen Suchprozess. Dies wird Profiling genannt. Eine solche Innenweltreise ohne vorgegebenes Thema beinhaltet aus Sicht der Synergetik-Therapie immer Selbsterfahrung und somit eine Lebenskompetenzerhöhung und könne demnach zur unspezifischen Selbstheilung führen. Daher nennt Joschko diese Innenweltreisen eine „Anleitung zur Selbstheilung“. Zwei Berufe entstanden: Der Synergetik-Therapeut und der Synergetik-Profiler.

## Anwendung
Bei der Synergetik-Therapie hört der Klient mit verbundenen Augen entspannende Musik von einem Tonband. In entsprechender Umgebung wird versucht, einen tiefen Entspannungszustand zu erreichen. Der Klient soll dann bildlich eine Treppe hinabsteigen, durch eine Tür einen Raum betreten, visuelle Eindrücke beschreiben, und mit ihnen eine Art Dialog führen (sogenannter freilaufender synergetischer Suchprozess). Dann sollen Konflikte und Erinnerungen mit dem Therapeuten angesprochen werden, um zur Aufdeckung von angeblich im Gehirn des kranken Menschen verankerten pathogenen „Informationsstrukturen“ zu gelangen. Eine Veränderung dieser „Informationsstrukturen“ durch den Klienten führe dann zu Selbstheilungsprozessen (Strukturkippung). Der Therapeut greift helfend ein, indem er dem Klienten Vorschläge zur inneren Veränderungsarbeit anbietet und mit Figuren (innere Eltern) und Symbolbilder provoziert (z. B. das Bild des „inneren Löwen“).
Die Synergetik-Therapie soll nach Meinung ihrer Befürworter eine bionische Heilmethode sein und keine medizinische Krankheitsbehandlung. Damit stehe sie nicht im Gegensatz zur ärztlichen Heilkunst. Diese Abgrenzung wird jedoch in Deutschland juristisch anders bewertet als beispielsweise in der Schweiz. Aufgrund verwaltungsgerichtlicher Rechtsprechung ist in Deutschland das Ausüben der Synergetik-Therapie, wie auch das sogenannte Profilen, nur noch Ärzten, psychologischen Psychotherapeuten und Heilpraktikern erlaubt.

## Kritik
Es gibt keine klinischen Studien zur Wirksamkeit der Synergetik-Therapie. Trotz der oben genannten Einschränkung wenden sich die Therapeuten auch an Menschen, die an schweren Krankheiten wie Krebs, AIDS oder MS leiden. Die Theorie Joschkos hat keine Anerkennung in Fachkreisen gefunden. Die praktische Vorgehensweise dieser Therapieform ähnelt entfernt den modernen hypnotischen Therapieverfahren (wache und selbstentscheidende Patienten, keine Vorgaben durch Therapeuten) nach Erickson u. a.